# Festival Roblès
 (juin 2013).
Si vous disposez d'ouvrages ou d'articles de référence ou si vous connaissez des sites web de qualité traitant du thème abordé ici, merci de compléter l'article en donnant les références utiles à sa vérifiabilité et en les liant à la section « Notes et références ».
Le Festival Roblès était  l'émission matinale diffusée sur NRJ entre 1994 et 2001. L'emblème de cette émission était le cochon. Elle était animée par Pascal Gigot et Bruno Roblès. Le 6/9 lui a succédé. Le Festival Roblès a également sorti des compilations de parodies, qui connurent un certain succès.

## Programme de l'émission
L'émission consistait, entre les chansons du moment, en des sketchs parodiant le show-biz, le cinéma, les séries télévisées, l'information. Des personnages intervenaient, dont les voix étaient le plus souvent réalisées par Pascal Gigot.

### Sketchs et personnages
Il y avait notamment Mme Moulinier (une vieille concierge moisie), René Soubois (le plus grand reporter de tout La Ferté-sous-Jouarre, en direct de son camping-car), le grand Marcigore (un prestidigitateur médiocre, parodie de Garcimore), l’Abbé (un ersatz d'abbé Pierre dont on comprendrait encore moins le discours que l'original), Maurice Bénamou (patron d'une chaîne de magasins douteux), Dédé-la-Combine (vieux gangster façon film d'Audiard, sorte de parodie d'André Pousse)…

### Jeux
L'émission comporte des jeux téléphoniques : à 6 h 15, la « Trompette sous-marine » ; à 7 h 15, la « Roblès Box » ; à 8 h 15, le « Bakalak ». D'autres jeux plus ou moins saisonniers ou éphémères ont eu leur heure d'antenne, comme la « Roblès banque », la « Roblès plage », etc.

### Parodies
Roblès, comme Gigot, sont surtout connus en tant que parodistes musicaux, puisqu'ils réalisaient ensemble des parodies de chansons connues. Leurs parodies les plus connues sont : 
- Ma Caravane : parodie de Macarena de Los del Río
- Aîî… Tchaaa : parodie de Aïcha de Khaled
- Un Dos Tres (Y'e compte sur mes doigts) : parodie de (Un, Dos, Tres) María de Ricky Martin
- Apprendre à mémé : parodie de Savoir aimer de Florent Pagny
- Y'a que des lolos : parodie de Yakalelo de Nomads et À l'apéro : parodie de la parodie Y'a que des lolos.
- La Tribu des Rastas : parodie de La tribu de Dana de Manau
- On démonte des pneus : parodie de Ouvre les yeux de Bambi Cruz
- Mamie Girl : parodie de Barbie Girl d'Aqua
- Faut qu'j'la livre : parodie de Should I Leave de David Charvet
- Le Périgord : parodie de A girl like you de Edwyn Collins
- Solder la chemise : parodie de Tomber la chemise de Zebda
- La Raclette au ski : parodie de Secret de Madonna
- L'Amour en 4L : parodie de XXL de Mylène Farmer
- Les Moutons qui font bêè : parodie de'R To The A de C.J. Lewis (en)
- On est barmen : parodie de Scatman de John Scatman
- Ça larsen : parodie de Larsen de Zazie
- On a plein d'imaginacheun parodie de Just an Illusion de Imagination
- Pédalo : parodie de Bailando de Paradisio
- Here Come The Hot Chou-Fleur : parodie de Here Comes the Hotstepper de Ini Kamoze
- La Manifestation : parodie de Ton invitation de Louise Attaque
- Mon papa est milliardaire : parodie de Mon papa à moi est un gangster de Stomy Bugsy
- La Chanson des deux cons : parodie de No Woman, No Cry de Bob Marley
- Ex-bombe : parodie de Sex Bomb de Tom Jones
- Paëlla : parodie de Baïla de Alliage

## Discographie
Ils sortirent quatre CD durant cette période, regroupant leurs meilleures parodies et farces : 
- "Ben mon cochon !" (1996)
- "Le porc vous salue" (1997)
- "Toujours plus groin" (1998)
- "Le meilleur du Best Of de la compil'" (1999)

Notez que ces quatre CD ne comprennent pas toutes les parodies de chansons.